# Хоттабич (фільм)
«Хоттабич» (рос. Хоттабыч, стилізовано як «}{0тт@бь)ч») — російська пригодницька та фантастична кінокомедія, знята Петром Точиліном за мотивами роману Сергія Обломова «Мідний глечик старого Хоттабича» (2000). У головній ролі — Володимир Толоконніков. Російська прем'єра в кінотеатрах відбулася 10 серпня 2006 року.

## Сюжет
Гена Рижов, програміст за покликанням і хакер по життю, схиблений на комп'ютерах та Інтернеті і любитель раритетів зламав сервер компанії Microsoft, підмінивши головну сторінку сайту на зображення дупи. Однак його дівчина Олена, якій весь час щось не подобається, цього не оцінила, зате попросила його «вкрасти хоча б чайник з Інтернету». Гена знайшов на одному Інтернет-аукціоні антикварний глечик, але Олена, сказавши, що це не чайник, а глечик, йде від Гени.
І над Геною починають згущуватися хмари. По-перше, митник вимагає з нього тисячу доларів, обіцяючи в іншому разі надіслати «куди треба» запит про посилку. По-друге, ФСБ отримала з Америки запит на затримання невідомого хакера. Ну а по-третє, цей глечик розшукує дуже дивний пан зі Швейцарії. З глечика з'явився справжній джин, який пробув декілька тисяч років ув'язнення в одиничному глеку — Хоттабич. І одночасно Гена отримує повідомлення від Енні — дівчини-хакера, з якою він колись спробував познайомитися на одному хакерському форумі. Вона в Москві і пропонує зустрітися в реальному світі.
Щоб його володар міг відкупитися від шантажистів, Хоттабич наробив дуже багато копій стодоларової банкноти на давньоєгипетському папірусі. Порадившись «з духами в онлайні», для побачення Гена через Інтернет купує прикольну машину і купу серверів. Потім Хоттабич вимагає знайти глечик, який Гена вже встиг викинути з вікна у сміттєвий бак.
Відшукавши після довгої погоні на «лінолеумі-літаку» за сміттєзбиральною машиною глечик, Гена випадково витрачає друге бажання на розуміння мови звірів, птахів та інших живих істот. Тепер, коли всі проблеми позаду, він вирішує витратити час, що залишився до побачення, на ознайомлення Хоттабича з нашим дуже дивним світом: приводить джина в комп'ютерний клуб і знайомить зі своїми друзями. Хоттабич швидко знаходить спільну мову з віковими діточками: вчиться користуватися чатами й грати в Counter-Strike.
Водночас слідчі з ФСБ виходять на слід таємничого хакера і приходять на квартиру до Рижова з обшуком. Одночасно з ними приходять бандити, які насправді хочуть змусити хакера красти для них гроші з банків і, раз спроба шантажу зірвалася, перейшли до відкритих погроз. Бандити приймають слідчих за хакерів, і ті підіграють їм, «відправивши гроші по е-мейлу». Пізніше ошукані бандити повертаються і відвозять всі знайдені в квартирі долари.
Гена зустрічається з Енні на Красній площі. Однак вона, спитавши, чи він дійсно зламав сервер Microsoft, наказує заарештувати його. Хоттабич рятує Гену від міліціонерів, але сам мало не стає жертвою його пана зі Швейцарії. Джин відбиває напад, однак отруєна стріла його супротивника влучає в Гену, і той засинає. Хоттабич чарами вчить Енні російської мови, наказує допомогти йому донести Гену до машини і відвезти куди-небудь подалі. Приголомшена дівчина підпорядковується йому.
Хоттабич зцілює Гену і розповідає йому про свого переслідувача. Це шайтан ібн Шайтан (або Шайтанич) — злий дух, який руйнує підслухані бажання і ловить джинів, щоб збільшити свою силу. І якщо Шайтанич поневолить всіх джинів, то його сила зросте настільки, що на всій Землі взагалі нічиї бажання не здійснюватимуться. А Хоттабич ще не знає, що є останнім джином, який поки не потрапив у лапи до Шайтанича.
Коли вони зупинилися за містом, Енні зізнається Гені. Просто вона подорослішала і замість вчинення дрібних хуліганств працює у великій корпорації консультантом з інформаційної безпеки. Хоттабич просить Гену загадати третє бажання, щоб він міг повернутися на планету джинів. Гена просить спочатку вічного життя для усіх на Землі, а потім свого нового друга залишитися, але той не може. І тоді хакер просто замовляє пляшку пива. Хоттабич відлітає.
Гену заарештовують. Енні намагається захистити його, однак слідчі зібрали достатньо доказів і не бажають її слухати. Однак потім вони, підкоряючись бажанням Хоттабича, відпускають Гену. Насправді старий джин нікуди не відлітав, тому що немає ніякої планети джинів, де можна було б сховатися від нових господарів і від Шайтанича. Щоб позбутися від цих проблем, Хоттабич стає звичайною людиною, а потім викидає свій ненависний глечик. Удвох вони знаходять Енні, яка у дуже різких виразах вимагає від керівників московського відділення Microsoft відкликати висунуті проти Гени звинувачення.
Шайтанич приходить в клуб, де сидять друзі. Він намагається повернути Хоттабича в глечик, а коли розуміє, що той став звичайною людиною, нагадує колишньому джину, що смертні люди вмирають. До того ж, «Кіса», з якою Хоттабич познайомився на одному чаті, виявилася звичайним ботом. Хоттабич просить Гену «відправити його в Інтернет», щоб він там міг «поговорити по душам» з Кісою. Гена каже, що це неможливо. Шайтанич знаходить бандитів, які за його наказом вбивають Хоттабича. Після смерті той знову стає джином і повертається в свій глек.
Від ворони, яка це побачила, Гена дізнається про те, що сталося. Розуміючи, що зупинити демона неможливо, Гена і Енні (за підказкою балакучої молі) вирішують перемістити Хоттабича в Інтернет — на щастя у них знайшлася одна волосина з його бороди, а в квартирі у Гени тепер розміщена справжня серверна. Енні знімає потрібну для генетичного аналізу суму зі службової кредитної картки, вони відвозять це волосся в лабораторію і, поки Шайтанич летить літаком до Швейцарії, намагаються написати програмну оболонку для отриманого генетичного коду. Буквально в останню секунду їм це вдається.
Шайтанич розуміє, що Хоттабич знову вислизнув від нього, і відправляється слідом за ним в Інтернет. Гонитва закінчується перестрілкою в просторі арени 3D-шутера. Використовуючи свої навички і допомогу бота Кіси, Хоттабич перемагає ворога і, оскільки в Інтернеті той є звичайним файлом, просто стирає його. І тепер, коли Шайтанича більше немає, всі мрії героїв збуваються — нещастя трапляється лише у бандитів, яких заарештували за збут фальшивих доларів з папірусу.

## У ролях
- Володимир Толоконников — Хоттабич
- Маріус Ямпольскіс — Гена
- Ліва Крумін — Енні
- Марк Гейхман — Шайтанич
- Юлія Паранова — Олена
- Міла Ліпнер — Селезньова
- Григорій Скряпкін — Віник
- Олександр Овчинников — Олег
- Юрій Думчев — Олександр
- Костянтин Спаський  — співробітник ФСБ
- Ростислав Крохін — співробітник ФСБ

### В епізодах
Іван Губанов, Борис Щербаков, Світлана Павлова, С. Асатрян, К. Кутаров, А. Дубровський, М. Доброхотов, О. Власова, П. Ганшина, В. Зубарєв, М. Солдаткіна, М. Жаров, М. Кармадонова, А. Епанешников, Олександр Селезньов, М. Важов, Павло Сиротін, Олена Волкова, О. Поплавський, М. Рубцов, Е. Ожигін, Д. Таланцев, А. Станкевич, Д. Чариков, Ж. Тоніс, М. Позднякова, Г. Косарєв, А. Шатохін, С. Прохоров, А. Куріна, А. Красоткин, Ю. Ашихміна, Ю. Волошенко, О. Тімар, С. Венедиктов, А. Возний, Р. Ібутсі, П. Бугрілова, О. Ворновсков, І. Бойко, І. Баженов

## Ролі озвучували
- Антон Ельдаров — Гена
- Вероніка Возняк — Енні / Кіса
- Антон Сьомкін — Моль
- Олександр Биков — Тінь Шайтанич
- Дмитро Пучков (Гоблін) — голодна собачка (закадровий переклад з англійської та німецької)
- Карен Тарарач
- Микола Кочура
- Петро Точилін
- Михайло Тихонов

## Особи, які причетні до фільму
- Павло Воля. Спочатку повинен був озвучити Гену Рижова, тому що литовський актор Марюс Ямпольскіс розмовляв російською з акцентом. Однак озвучка не вдалася — у Волі не вистачило часу озвучувати Гену через гастролі. І довелося озвучувати вже досвідченішому Антону Ельдарову.
- Вілле Хаапасало. Йому пропонувалися ролі «Веніка», «Полісся» та мента Олега. Однак Хаапасало відмовився, сказавши, що таких персонажів повинні грати споконвічно російські актори. Але зате Хаапасало перевів фільм на фінську мову, і фінський реліз «Хоттабича» вийшов з його перекладом.
- Олексій Гаврилов. У нього були вдалі проби озвучування Гени. Але все-таки Точилін вирішив, що в сцені розставання Гени і Хоттабича повинен бути присутнім інший голос.
- Сергій Обломов (Кладо). Автор роману «Мідний глечик старого Хоттабича». Отримував пропозицію стати співавтором сценарію, але відмовився.

## Творці
- Режисер-постановник — Петро Точилін
- Художник-постановник — Надія Медведєва

## Художні особливості
У фільмі відображена тогочасна молодіжна мережева культура у вигляді чатів, форумів, безлічі інших сайтів інтернету, які відвідує Гена і його друзі, і комп'ютерної гри Counter-Strike.

## Нагороди
- Кінонагороди MTV 2007 — «Найкраща комедійна роль» присуджена Володимиру Толоконнікову
- Міжнародний кінофестиваль у Смоленську 2006 — «Спеціальний приз за режисуру»
- Відкритий московський кінофестиваль «Віддзеркалення» 2006 — «Приз глядацьких симпатій»

## Цікаві факти
- Машина, на якій їздять головні герої, модифікований ГАЗ М20, була продана на інтернет-аукціоні Молоток.ру за 10 тис. дол
- Зйомки проходили в Російському державному науково-дослідному інституті генетики. Агрегат, показаний у фільмі, дійсно використовується для зчитування генетичної інформації.
- Під час роботи над епізодом на Червоній площі по її периметру розставили учасників масовки, що грають міліціонерів, щоб перехожі не заважали зйомок.
- У сцені побиття Гени міліціонерами, один з акторів промахнувся повз захисного корсета і сильно вдарив палицею Маріуса по ниркам.
- «Раритетні навушники» — радянські ТДС-6. Тільки випущені вони були не в 1976, а в 1987 році. І одягнув їх Гена навпаки.
- Банкнота, яку перевіряв міліціонер, була надрукована звичайним принтером на справжньому папірусі, привезеному з Єгипту.
- Вихідний код Кіси («найтупішого бота»), який Гена показував Хоттабича, виконаний на асемблері Z80.
- Хакер Гена ламає Microsoft.com за допомогою сканера Movies featuring the Nmap Security Scanner (англ.).
- Після кошмарного сну (ніби-то він забув про всі свої паролі) хакер Гена промовляє пароль. Проте такий пароль (з одних цифр) є вкрай ненадійним, оскільки дуже швидко підбирається.

## Музика та пісні, які використовуються у фільмі
- «Почути» — виконує група «Бумбокс». Використовується в сцені відльоту Хоттабича.
- «Супер-пупер» — виконує група «Бумбокс». Використовується в сцені редагування фотографії Гени у Photoshop.
- «Шпигунська» — музика Дмитра Шурова.
- «Гоп-хіп-хоп» — виконує група Ляпіс Трубецькой. Звуки скретчів протягом усього фільму.
- «The Number» — виконує Псой Короленко. У титрах.
- «Cloun» — Written by: T. Kosonen, A. Korvumak, T. Leppanen; Performed by: AAVIKKO. Фонограма під підпис Кіси у сцені битви Хоттабича і Шайтанич в Інтернеті.
- «Володимирський централ» — виконує Михайло Круг. Уривок, який використовується в сцені, де Гені здається, що за дверима стоїть загін ОМОНу.
- «Америка» — виконує група «Многоточие». Уривок, який використовується у зломі сервера Майкрософта і появи дупи.
- «Бета-каротин» — виконує група «Бумбокс». Використовується у проведенні часу Гени в Інтернеті.
- «Слина» — виконує Uratsakidogi . Використовується в момент прохання Гени про мільйон, мільярд, а найкраще більйон, ну коротше так, щоб дохрена.
- «Karlson» — виконує Uratsakidogi . Використовується в сцені пиття пива в підворітті.
- «Гайки з Ямайки» — виконує група «Бумбокс». Використовується в сцені відкриття Хоттабичем Гені великої таємниці: «У кожній клітині тіла відбивається душа»
- «Моряк» — виконує Артем Рукавічкін. Використовується в сценах з працівниками ФСБ.
- «Шайтан Шайтанич» — виконує Uratsakidogi. Використовується в сценах з Шайтанич.
- «Лялька чаклуна» — виконує «Король і Шут». Використовується у сцені смерті Хоттабича.
- Моцарт і «Психея» виконують пісню, коли Хоттабич і Гена летять на лінолеумі-літаку.